# Guachené
Guachené – miasto w Kolumbii, w departamencie Cauca. Według spisu ludności z 30 czerwca 2018 roku miasto liczyło 6480 mieszkańców. 

## Urodzeni w Guachené
- Yerry Mina, piłkarz[2]